# 乐山心碘泡虫
乐山心碘泡虫（学名：Cardimyxobolus leshanensis）为新碘泡科心碘泡虫属的动物。在中国，分布于四川等，营寄生生活，寄生在墨头鱼的肠系膜。
其种加词“leshanensis”意为“四川乐山的”。